# San Felipe (Zambales)
San Felipe è una municipalità di quarta classe delle Filippine, situata nella Provincia di Zambales, nella regione di Luzon Centrale.
San Felipe è formata da 11 baranggay:
- Amagna (Pob.)
- Apostol (Pob.)
- Balincaguing
- Farañal (Pob.)
- Feria (Pob.)
- Maloma
- Manglicmot (Pob.)
- Rosete (Pob.)
- San Rafael
- Santo Niño
- Sindol